# 南乃こと
南乃 こと（なんの こと、6月1日 - ）は日本の女性声優。主にアダルトゲームに声をあてている。以前はアトリエピーチに所属していた

## 出演作品

### ゲーム

#### アダルトゲーム
2014年
- 愛妹恋愛（黒谷）
- OH!! マイクロマン 〜小さくなって女の子の色んなトコロに入っちゃお!〜（柚野愛花[1]）
- 催眠パラノイア!（島村竜胆）

2015年
- カミツレ 〜7の二乗不思議〜（四王子 薫子）
- 催眠隷姫（カンナビス）
- 聖騎士Melty☆Lovers
- その古城に勇者砲あり!（ラクリマ）
- 天気雨（祖母）

2016年
- グリモ☆ラヴ 〜放課後のウィッチ〜（高城、キセ）[2]
- 働くオトナの恋愛事情（嬉野響子）

#### 同人ゲーム
- ナースの奥さんは好きですか? －世話焼きオバちゃん陥落－（入間和代）